# Saltos ornamentais no Campeonato Europeu de Esportes Aquáticos de 2016 - Trampolim 1 m individual feminino
A prova do trampolim 1 m individual feminino dos saltos ornamentais no Campeonato Europeu de Esportes Aquáticos de 2016 ocorreu no dia 11 de maio em Londres, no Reino Unido. 

## Calendário
| Fase       | Data       | Hora  |
| ---------- | ---------- | ----- |
| Preliminar | 11 de maio | 12:00 |
| Final      | 11 de maio | 20:00 |

Todos os horários estão no horário local (UTC+0)

## Medalhistas
| Ouro                 | Prata                 | Bronze                 |
| Tania Cagnotto (ITA) | Elena Bertocchi (ITA) | Nadezhda Bazhina (RUS) |

## Resultados
Esses foram os resultados da competição.
| Pos.              | Saltadora          | Nacionalidade | Preliminar | Preliminar | Final  | Final |
| Pos.              | Saltadora          | Nacionalidade | Pontos     | Pos.       | Pontos | Pos.  |
| ----------------- | ------------------ | ------------- | ---------- | ---------- | ------ | ----- |
| Medalha de ouro   | Tania Cagnotto     | Itália        | 283.55     | 1          | 284.15 | 1     |
| Medalha de prata  | Elena Bertocchi    | Itália        | 259.40     | 3          | 281.30 | 2     |
| Medalha de bronze | Nadezhda Bazhina   | Rússia        | 272.70     | 2          | 280.75 | 3     |
| 4                 | Kristina Ilinykh   | Rússia        | 248.50     | 9          | 276.10 | 4     |
| 5                 | Uschi Freitag      | Países Baixos | 254.10     | 5          | 265.35 | 5     |
| 6                 | Louisa Stawczynski | Alemanha      | 245.15     | 11         | 263.90 | 6     |
| 7                 | Grace Reid         | Reino Unido   | 249.25     | 8          | 262.25 | 7     |
| 8                 | Olena Fedorova     | Ucrânia       | 258.75     | 4          | 246.40 | 8     |
| 9                 | Hanna Pysmenska    | Ucrânia       | 247.60     | 10         | 245.15 | 9     |
| 10                | Kaja Skrzek        | Polónia       | 244.80     | 12         | 241.45 | 10    |
| 11                | Daniella Nero      | Suécia        | 249.35     | 7          | 224.85 | 11    |
| 12                | Katherine Torrance | Reino Unido   | 250.95     | 6          | 216.20 | 12    |
| 13                | Inge Jansen        | Países Baixos | 237.95     | 13         |        |       |
| 14                | Jessica Favre      | Suíça         | 232.80     | 14         |        |       |
| 15                | Marcela Marić      | Croácia       | 225.50     | 15         |        |       |
| 16                | Iira Laatunen      | Finlândia     | 223.15     | 16         |        |       |
| 17                | Frida Kallgren     | Suécia        | 215.80     | 17         |        |       |
| 18                | Alena Khamulkina   | Bielorrússia  | 214.65     | 18         |        |       |
| 19                | Clara Della Vedova | França        | 211.95     | 19         |        |       |
| 20                | Vivian Barth       | Suíça         | 209.25     | 20         |        |       |
| 21                | Taina Karvonen     | Finlândia     | 207.60     | 21         |        |       |
| 22                | Rocío Velázquez    | Espanha       | 202.05     | 22         |        |       |
| 23                | Maja Borić         | Croácia       | 185.80     | 23         |        |       |
| 24                | Indrė Girdauskaitė | Lituânia      | 179.25     | 24         |        |       |